# Airbus A310 MRTT
Airbus A310 MRTT (Multi-role Tanker Transport) är ett tvåmotorigt militärt lufttanknings- och transportflygplan. Den bygger på flygplanstypen Airbus A310 eller Airbus A310 MRT (Multi-Role Transport), som konverteras för att kunna tanka andra flygplan i luften (lufttankning). Det tyska flygvapnet har beställt fyra flygplan och Kanadas försvarsmakt har beställt två flygplan.

## Användare
(Juni 2005)
- Kanada (Canadian Forces): 2 st A310 MRTT och 3 st A310 MRT (båda varianter under namnet CC-150 Polaris)
- Tyskland (Luftwaffe): 4 st A310 MRTT